# Echis ocellatus
Echis ocellatus este o specie de șerpi din genul Echis, familia Viperidae, descrisă de Stemmler 1970. Conform Catalogue of Life specia Echis ocellatus nu are subspecii cunoscute.